# Strabomantis anomalus
Strabomantis anomalus là một loài ếch trong họ Strabomantidae. Chúng được tìm thấy ở Colombia và Ecuador.
Các môi trường sống tự nhiên của chúng là các khu rừng ẩm ướt đất thấp nhiệt đới hoặc cận nhiệt đới, các khu rừng vùng núi ẩm nhiệt đới hoặc cận nhiệt đới, và sông.
Loài này có khả năng bị đe dọa do mất môi trường sống.